# Otiorhynchus ovalipennis
Otiorhynchus ovalipennis — вид долгоносиков-скосарей из подсемейства Entiminae.

## Описание
Жук длиной 7-11 мм. Окрашен в чёрно-бурый цвет. Голова большая. Головотрубка короче своей ширины, вперёд почти не сужена. Переднеспинка в зёрнышках. На передних бёдрах есть два маленьких зубца.

## Экология
Вредит в садах и виноградниках.